# Córka lasu
Córka lasu (ang. Daughter of the Forest) – nowozelandzka historyczna powieść fantasy autorstwa Juliet Mariller. Po raz pierwszy została opublikowana w 1999 przez Pan Macmillan. Jest luźno oparta na legendzie o dzieciach Lira oraz baśni „Sześć łabędzi”. Główna bohaterka, Sorcha, musi uszyć sześć koszul, używając do tego raniącej dłonie rośliny, aby ocalić swoich braci przed zaklęciem wiedźmy, pozostając zupełnie niemą do momentu ukończenia zadania. Polskie wydanie ukazało się w 2019 w tłumaczeniu Magdaleny Grajcar oraz Eweliny Zarembskiej nakładem wydawnictwa Papierowy Księżyc. 